# Unédic
En France, l'Unédic (originellement acronyme pour « union nationale interprofessionnelle pour l'emploi dans l'industrie et le commerce », et marque déposée depuis 2001) est une association chargée par délégation de service public de la gestion de l'assurance chômage en France, en coopération avec France Travail (anciennement Pôle emploi).
L'Unédic est dirigée par les partenaires sociaux signataires d’accords prévus à l’article L. 5422-20 du code du travail.
L'assurance chômage est financée par des cotisations sociales sur le salaire (depuis janvier 2019, il s’agit uniquement de cotisations patronales, dont le coût pour l’employeur s’ajoute au salaire brut de l’employé) et par une fraction de la contribution sociale généralisée (CSG) activité, qui est un impôt (prélevé sur le salaire brut de l’employé).
Les principales missions de l’Unédic sont de conseiller les partenaires sociaux, sécuriser les règles d’assurance chômage et sécuriser le financement des allocations versées aux demandeurs d‘emploi. L’Unédic fonctionne aussi comme un centre d’expertise qui publie des études d’évaluation des règles d’assurance chômage et des études sur le marché du travail. L’Unédic a enfin une mission pédagogique pour rendre accessibles les règles aux demandeurs d’emploi.
L'Unédic assure par son établissement dédié la DUA (Délégation Unédic-Ags) la gestion opérationnelle de la garantie des salaires pour les entreprises soumises à une procédure collective (redressement ou liquidation judiciaire).

## Histoire de l’assurance chômage

Ancien logotype utilisé depuis 2003.

Le régime d'assurance chômage a été créé dans un contexte de relatif plein-emploi, le 31 décembre 1958. Dans un climat de méfiance à l’égard de la Sécurité sociale, le projet d’une assurance gérée par les partenaires sociaux prend forme sous l'impulsion du général de Gaulle et d’André Bergeron, du syndicat FO, avec l’appui du CNPF. Lors d’une de ses conférences de presse, le général de Gaulle avait invité les partenaires sociaux à créer un dispositif contre la perte d’emploi dont ils assumeraient la gestion. La loi confie ainsi aux organisations patronales et aux organisations syndicales représentatives sur les plans national et interprofessionnel la gestion de l’assurance chômage, obligatoire pour la majeure partie des employeurs et salariés du secteur privé. Ce régime paritaire, non rattaché à la sécurité sociale, est piloté par l’Unédic, association loi de 1901.
L’Unédic évolue dans un cadre strictement réglementé : celui de la convention d’assurance chômage, négociée tous les deux ou trois ans par les partenaires sociaux. Celle-ci doit être agréée par l’État ; la loi imposant un objectif d’équilibre financier.
Plusieurs grandes périodes marquent l’histoire de l’assurance chômage :
- La fin des « trente glorieuses »

La forte hausse du chômage dans les années 1970 puis 1980 entraîne les premiers déficits importants de l’assurance chômage. En 1982, le refus du patronat d’augmenter les cotisations chômage entraîne une crise institutionnelle. L’État intervient et fixe lui-même les paramètres de gestion. Un temps fusionnées, « assurance » et « assistance » sont des régimes distincts depuis 1984 avec la création de l'allocation de solidarité spécifique en 1984, puis le revenu minimum d'insertion créé en 1988.
- 1992-95 : Des années de crise

Les années 1992-93 sont celles d’une crise économique et financière majeure. Pour y faire face, les partenaires sociaux mettent en place la dégressivité des allocations dans le temps ; l’Unédic recourt à un emprunt obligataire, centralise la trésorerie des Assédic et lance une démarche de certification des comptes.
1994-96, une crise institutionnelle touche l’assurance chômage, remise en cause en tant qu’organisation paritaire et indépendante. Les pouvoirs publics envisagent pour la première fois la création d’un Grand Service de l’Emploi et le Parlement demande à l’ANPE et à l’Unédic de clarifier leurs rôles respectifs. Fin 1995, un accord de répartition des règles entre l’ANPE et l’Unédic est signé qui aboutira en octobre 1996 au transfert de l’inscription des demandeurs d’emploi.
- 1996-2001 : Modernisation de l’assurance chômage

Les choix effectués en période de crise vont permettre la mutation de l’assurance chômage qui passe d’une fédération d’institutions éclatées à une organisation regroupée proche, dans son fonctionnement, de celle d’une entreprise tournée vers ses clients. Cette modernisation est portée par celle du système d’information. 
2001, le choc du PARE (Plan d’aide au retour à l’emploi) : les partenaires sociaux ont la volonté de faire de cette nouvelle convention un exemple de leur volonté de changement dans le contexte de la « refondation sociale ». Le principe est de ne pas se contenter du seul rôle d’« indemnisateur » mais de contribuer au retour à l’emploi dans une logique d’assureur. Ces démarches « actives » avaient été préfigurées en 1994-1995 par les conventions de coopération.
- 2002-2008 : Mise en place du service public de l'emploi

Le PARE monte en charge au moment d'un retournement de conjoncture (2002) qui voit le retour des déficits (-13,4 milliards en 2005). Face à cette situation, les partenaires sociaux prennent des mesures difficiles comme la réforme des annexes 8 et 10 (intermittents du spectacle) et celle dite des « recalculés ».
Début janvier 2005 dans ses vœux aux « forces vives », Jacques Chirac se prononce pour une modernisation du service public de l'emploi, en envisageant le rapprochement des structures, ANPE et Unédic. Outre ce rapprochement, la loi de cohésion sociale prévoit aussi la création des maisons de l’emploi, la fin du monopole de placement de l’ANPE et l’inclusion de l’assurance chômage dans le service public de l’emploi. De son côté, l’Unédic lance les premières expérimentations de placement des demandeurs d’emploi par des opérateurs privés (2004 : Maatwerk, 2005 : Ingeus).
En septembre 2007, le nouveau président de la République, Nicolas Sarkozy, annonce la fusion de l’ANPE et des Assédic. C’est la loi du 13 février 2008 relative à la réforme de l’organisation du service public de l’emploi qui crée une nouvelle institution publique, Pôle emploi, issue de la fusion de l’ANPE et du réseau des Assédic.
Depuis le 19 décembre 2008, Pôle emploi reprend les missions qui étaient jusque-là du ressort de ces organismes.
- 2008-2013 : Nouvelle crise majeure

Malgré la crise économique des années 2008 et suivantes et la très forte augmentation du nombre de demandeurs d'emploi, l'Unédic reste bénéficiaire, mais voit ses comptes se dégrader en raison de son obligation de financer Pôle emploi. Ainsi, selon le quotidien Le Figaro, en cinq ans, le « déficit cumulé a été multiplié par plus de trois, pour dépasser 18,6 milliards d'euros à la fin 2013 ». En janvier 2013, la Cour des comptes dans sa dernière analyse concernant les plus grandes faiblesses du système actuel pointe en particulier du doigt les allocations des cadres et les règles d'indemnisation des intermittents du spectacle du fait de leur impact sur le déficit global.
- 2013-2018 : Nouvelles règles pour le retour à l’emploi

Entre 2013 et 2018, l’évolution des règles d’assurance chômage visent à encourager le retour à l’emploi en ouvrant davantage de droits aux demandeurs d’emploi qui reprennent un travail. La convention du 14 mai 2014 introduit les droits rechargeables pour inciter les demandeurs d’emploi à reprendre un emploi : plus une personne travaille, plus elle a des droits à l’assurance chômage. Selon cette même convention, un salarié a droit à l'assurance chômage après un licenciement, une rupture conventionnelle ou une « démission légitime ».
Le 1er novembre 2017, certaines règles changent pour les demandeurs d’emploi. Le calcul de l’allocation prend en compte les jours travaillés par semaine civile et les conditions sont identiques pour l’ensemble des demandeurs (88 jours ou 610 heures de travail). Pour les personnes âgées entre 50 et 54 ans, les règles sont adaptées avec le recul de l’âge de départ à la retraite. Un dispositif d’abondement en heures du compte personnel de formation (CPF) est mis en place à hauteur de 500 heures.
Dans son programme présidentiel, le candidat Emmanuel Macron propose une ouverture de droits à l’indemnisation chômage pour les démissionnaires.
La loi pour la liberté de choisir son avenir professionnel du 5 septembre 2018 modifie le financement du régime d’assurance chômage en exonérant les cotisations salariales. La contribution employeur reste inchangée (4,05 %).
- 2019-2020 : Prévision de retour à l'excédent et réformes

En 2019, en l'absence d'un accord établi entre chaque partie, les réformes de l’assurance chômage ont été fixées par décret (décret du 26 juillet 2019). Les principaux changements sont la formule de calcul du salaire journalier de référence (SJR) et les conditions d’accès : il faut avoir travaillé 6 mois (contre 4 mois) sur les 24 derniers mois (contre 28 mois) pour percevoir une allocation de retour à l’emploi.
Selon l’étude d’impact de la réforme de l’assurance chômage 2019 de l’Unédic, les dépenses d’indemnisation pourraient diminuer au total de 3,4 Md€, dont 3,2 Md€ du fait de ces deux mesures,.
- 2020 : Crise de la Covid-19 et nouvelles mesures

Activité partielle
Pour réduire l'impact économique de la crise du coronavirus, le gouvernement s'est engagé à prendre en charge 100 % des indemnités versées aux salariés en activité partielle jusqu'au 31 décembre 2020. Ce dispositif, financé par l’État et l'Unédic, permet aux salariés de percevoir 84 % de leur salaire net sans coût pour l'entreprise. Entre mars et août 2020, les dépenses de l'Unédic concernant l’activité partielle s’élèvent à 9,2 Mds € et représentent 55 % du déficit de l'assurance chômage. Au plus fort de la crise, au printemps 2020, près de 9 millions de salariés ont été concernés. Selon la Délégation générale à l'emploi et à la formation professionnelle (Dares), ils sont 2,1 millions en janvier 2021.
Émissions de social bond pour financer le régime d’assurance chômage
Le régime d’assurance chômage est gravement affecté par la crise de la Covid-19. Selon les prévisions financières de l’Unédic, le déficit annuel du régime s’élèverait à 17,4 Mds€ à fin 2020.
Pour sécuriser le financement du régime, l’Unédic réalise six émissions d’obligations sociales « Social bonds » sur les marchés financiers, en mai, juin, juillet, octobre et novembre permettant au total de lever 17 Mds€. Ces émissions sociales permettent de financer les mesures d’urgence économiques pour faire face à la crise de la Covid-19.
Report de l’entrée en vigueur du second volet de la réforme de l’Assurance chômage
La mise en application de la nouvelle règle de calcul du SJR devait entrer en vigueur le 1er avril 2020. Du fait de la crise du Covid-19, son entrée en vigueur est reportée au 1er septembre 2020, puis au 1er avril 2021 et enfin au 1er juillet 2021.
Le 25 novembre 2020, le Conseil d’État annule deux dispositions de la réforme de l’Assurance chômage : les modalités de calcul de l’allocation (SJR) et l’instauration d’un bonus-malus sur la cotisation chômage de certaines entreprises. Dans son arrêt, le Conseil d’État estime que les règles de calcul, telles que définies par le décret no 2019-797 du 26 juillet 2019 relatif au régime d'assurance chômage, entraînent “une différence de traitement manifestement disproportionnée au regard du motif d’intérêt général poursuivi”.
Le décret du 30 mars 2021 prévoit un aménagement de la mise en œuvre des nouvelles règles d’indemnisation. Un plancher est appliqué au calcul du SJR pour limiter la baisse du SJR à 43 % maximum. Le passage de la durée d’affiliation à 6 mois de travail et la dégressivité des allocations pour les hauts revenus sont deux autres mesures de la réforme. Entrées en vigueur en novembre 2019, elles sont suspendues en raison de la crise économique. Au retour de l’amélioration de la conjoncture économique, ces mesures seront réactivées.

### Soupçons de corruption au sein de Unédic-AGS
Des détournements de fonds de très grande ampleur se seraient produits au sein de l’organisme patronal Unédic-AGS selon un audit réalisé à partir de 2018. Cet organisme permettant de rémunérer les salariés au moment où leur société est placée en liquidation judiciaire fait l'objet de « management opaque, factures exorbitantes, contrôles quasi inexistants ». Les pertes annuelles pourraient atteindre 1,5 milliard d'euros,.

## Missions et organisation de l'Unédic

### Les missions de l’Unédic
L’Unédic est un organisme paritaire de droit privé. Sa principale fonction est de veiller au bon fonctionnement de l’assurance chômage en France. L’Unédic définit son rôle comme celui d’un centre d’expertise sur le chômage et l’évaluation des réformes d’assurance chômage en France.
Les trois missions qui lui sont conférées sont :
1. de conseiller les partenaires sociaux grâce aux analyses, simulations, études, rapports et comparatifs européens,
2. de sécuriser les règles d’indemnisation en produisant les textes réglementaires (conventions, décrets, règlements généraux, etc.) applicables par les opérateurs comme Pôle emploi,
3. d’assurer et garantir le financement des allocations versées chaque mois aux demandeurs d’emploi. L’Unédic réalise également des prévisions financières à trois ans du régime d’assurance chômage[23],[24].

En accompagnant les partenaires sociaux dans le pilotage de l’assurance chômage, L’Unédic est tenue de rester neutre et impartiale dans la prise de décisions.
L’Unédic conduit également des enquêtes et études pour analyser et évalue les dispositifs de l’assurance chômage en France.

### L'Unédic, une association loi de 1901
L’Unédic est un organisme paritaire chargé d’assurer la gestion de l’assurance chômage.
Association loi de 1901, l'Unédic est dirigée par les partenaires sociaux signataires d’accords prévus à l’article L. 5422-20 du code du travail. Depuis 2001, le nom « Unédic » n’est plus un acronyme mais une marque et donc un nom propre.
L'Unédic vise à assurer un revenu de remplacement aux salariés involontairement privés d'emploi et à accélérer leur retour à l’emploi par le financement d’aides et de prestations adaptées.
Le montant des cotisations, les règles d’indemnisation (conditions d’ouverture de droits, montant et durée du versement de l’allocation) ainsi que la nature des différentes aides aux allocataires sont fixés par la convention d'assurance chômage dans les conditions prévues à l’article L. 5422-24 du code du travail.
La loi du no 2008-126 du 13 février 2008 relative à la réforme de l’organisation du service public de l’emploi confirme la gestion de l’assurance chômage par l’Unédic et prévoit la création de Pôle emploi chargé, pour le compte de l’Unédic, du versement de l’allocation chômage et du recouvrement des contributions à titre transitoire.

### Une gestion paritaire, collective, de l’assurance chômage
Comme toute association loi de 1901, l’Unédic est constituée d’un conseil d’administration et d’un bureau.
Ce sont les partenaires sociaux - MEDEF, CGPME et UPA côté patronal et CFDT, CFE-CGC, CFTC, CGT et CGT-FO, côté salarial - qui définissent dans le cadre d’une convention des institutions, l’organisation, les statuts et les attributions de l’Unédic, celle-ci étant conclue pour une durée indéterminée et renégociée régulièrement. La convention actuellement en vigueur a été conclue le 22 mars 2001.
Les organisations salariales et patronales signataires de cette convention désignent pour deux ans des représentants qui siègent, à égalité, au sein du conseil d’administration et du bureau de l’Unédic. C’est dans ce cadre que des organisations non signataires de la convention d’assurance chômage mais signataires de cette convention des institutions siègent à l’Unédic et participent à sa gestion.

### La gouvernance de l'Unédic

#### Le directeur général
Nommé par le bureau, le directeur général s'assure du bon fonctionnement des services de l'Unédic :
- 1958-1986 : Charles Nouailhac
- 1986-1991 : Gabriel Mignot
- 1991-1992 : Franc Piget
- 1992-2002 : Dominique Jean Chertier
- 2002-2007 : Jean-Pierre Revoil
- 2007-2010 : Jean-Luc Bérard
- 1er avril - 27 septembre 2010 : intérim de Michel Monier
- 2010 - 2019 : Vincent Destival
- septembre 2019 - mars 2020 : intérim de Pierre Cavard (directeur du pôle études)[25]
- depuis le 15 juin 2020 : Christophe Valentie[26]

#### Les membres du conseil d'administration
L'Unédic est administrée par un conseil paritaire comprenant :
- pour le collège des salariés, cinq membres représentant chacune des confédérations syndicales de salariés (CFDT, CFE-CGC, CFTC, CGT, CGT-FO) ;
- pour le collège des employeurs (MEDEF, CGPME, UPA), un nombre de membres égal au total des membres de l'autre collège.

La durée du mandat des administrateurs est de deux ans, renouvelables.
En janvier 2020, le conseil d’administration a élu les membres du bureau de l’Unédic. Eric Le Jaouen (Medef) est le nouveau président et Patricia Ferrand (CFDT) est la première vice-présidente pour la période 2020-2022.

#### Les membres du bureau
Le conseil d'administration se réunit trois fois par an et peut, en cas de besoin, se réunir en séance extraordinaire. Il a les pouvoirs les plus étendus pour les opérations se rattachant à l'Unédic. Son président assure le fonctionnement régulier de l'Unédic. Il préside les réunions du bureau et du conseil d’administration.
Le conseil d'administration, lors de son renouvellement, désigne parmi ses membres un bureau de composition paritaire comprenant au plus dix membres (cinq représentants du collège employeurs, cinq représentants du collège salariés). Le bureau prend toutes les mesures nécessaires au bon fonctionnement administratif de l'Unédic. Il veille à l'expédition des affaires courantes, exerce les délégations que peut lui confier le conseil d'administration. Il nomme le directeur général.

#### Les présidents de l'Unédic
|           | Nom                      | Organisme    |
| 1959-1960 | André Bergeron           | CGT-FO       |
| 1961-1962 | Marcel Meunier           | CNPF         |
| 1963-1964 | André Bergeron           | CGT-FO       |
| 1965-1966 | Marcel Meunier           | CNPF         |
| 1967-1968 | André Bergeron           | CGT-FO       |
| 1969-1970 | Marcel Meunier           | CNPF         |
| 1971-1972 | André Bergeron           | CGT-FO       |
| 1973-1974 | René Bernasconi          | CGPME        |
| 1975-1976 | André Bergeron           | CGT-FO       |
| 1977-1978 | René Bernasconi          | CGPME        |
| 1979-1980 | André Bergeron           | CGT-FO       |
| 1981-1982 | René Bernasconi          | CGPME        |
| 1983-1985 | André Bergeron           | CGT-FO       |
| 1986-1987 | Pierre Guillen           | CNPF         |
| 1987-1988 | Bernard Boisson          | CNPF         |
| 1989-1990 | André Bergeron           | CGT-FO       |
| 1991-1992 | Bernard Boisson          | CNPF         |
| 1993-1994 | Nicole Notat             | CFDT         |
| 1994-1996 | Denis Gautier-Sauvagnac  | CNPF         |
| 1996-1998 | Nicole Notat             | CFDT         |
| 1998-2001 | Denis Gautier-Sauvagnac  | CNPF         |
| 2001-2003 | Michel Jalmain           | CFDT         |
| 2003-2006 | Denis Gautier-Sauvagnac  | MEDEF        |
| 2006-2008 | Annie Thomas             | CFDT         |
| 2008-2008 | Michel de Virville       | MEDEF        |
| 2008-2010 | Geoffroy Roux de Bézieux | MEDEF        |
| 2010-2012 | Gaby Bonnand             | CFDT         |
| 2012-2014 | Jean-François Pilliard   | MEDEF (UIMM) |
| 2014-2016 | Patricia Ferrand         | CFDT         |
| 2016-2018 | Alexandre Saubot         | MEDEF        |
| 2018-2020 | Patricia Ferrand         | CFDT         |
| 2020-2022 | Éric Le Jaouen           | MEDEF        |
| 2022-2024 | Patricia Ferrand         | CFDT         |
| 2024-     | Jean-Eudes Tesson        | MEDEF        |

## Budget

### Recettes
L’assurance chômage est financée par les cotisations sociales et par l’impôt. Le taux des cotisations employeurs est de 4,05 % en 2020.
Les cotisations salariales ont été supprimées en 2018 pour être remplacées par une fraction de la contribution sociale généralisée (CSG) sur les revenus d’activité. Elle est déterminée, chaque année, par la loi de financement de la sécurité sociale. Cependant, il subsiste une cotisation spécifique pour les intermittents du spectacle (11,45 %).
Ces cotisations, prélevées par l'Agence centrale des organismes de sécurité sociale (ACOSS), sont redistribuées sous forme d'allocations lorsque les salariés se retrouvent sans emploi.

### Dépenses
Le versement des allocations chômage n’est pas la seule et unique dépense de l’assurance chômage. Ses dépenses sont de trois natures différentes :
1. les allocations chômage et les aides au reclassement,
2. les points de retraite complémentaire des demandeurs d’emploi,
3. le financement du Pôle emploi.

En 2018, l’ensemble de ces dépenses représentent 40,8 milliards d’euros. Le montant des recettes est de 37,8 milliards d’euros.

### Dettes
L’assurance chômage est liée de près à la conjoncture économique de la France. Le déficit est plus important lorsque l’activité du pays ralentit. Des emplois sont supprimés et les salaires peuvent être revus à la baisse. Les dépenses d’indemnisation sont alors plus importantes que les recettes générées par les cotisations. À l’inverse, lorsque la croissance du pays est positive, il y a moins de chômage, moins de versement d’indemnisation et davantage de cotisations.
En période de crise, l’assurance chômage joue un rôle d’amortisseur social.
Après la crise de 2009, l’Unédic a injecté 10 milliards d’€ dans l’économie française. En conséquence, la dette de l’assurance chômage s’est creusée après avoir connu trois années d’excédents entre 2006 et 2008. Les années favorables doivent permettre de compenser les déficits lors des années de crise ou de baisse d’activité.
Fin 2019, la dette de l’Unédic atteint 38 milliards d’euros. D’après les prévisions de l’Unédic datant du mois de novembre 2019, la dette de l’assurance chômage commencerait à baisser à partir de 2021.
À la suite des mesures d’urgence mises en place par l’Unédic en réponse à la crise de la Covid-19, la dette du régime de l’assurance chômage est de 54,2 milliards d'euros fin 2020.
En 2022, l'UNEDIC est excédentaire. Cet excédent de plus de 2 milliards d'euros permettra de débuter le remboursement de la dette (hors financement de l’activité partielle) évaluée à 55,1 milliards d’euros la même année.